# Emelia Gorecka
Emelia Jane Górecka (Epsom, 29 gennaio 1994) è una mezzofondista britannica.

## Palmarès
| Anno                                  | Manifestazione                    | Sede       | Evento       | Risultato | Prestazione | Note                                     |
| ------------------------------------- | --------------------------------- | ---------- | ------------ | --------- | ----------- | ---------------------------------------- |
| In rappresentanza della Gran Bretagna |                                   |            |              |           |             |                                          |
| 2010                                  | Mondiali juniores                 | Moncton    | 3000 m piani | 11ª       | 9'18"43     |                                          |
| 2011                                  | Europei juniores                  | Tallinn    | 5000 m piani | Argento   | 16'13"04    |                                          |
| 2012                                  | Mondiali juniores                 | Barcellona | 3000 m piani | Bronzo    | 9'09"43     |                                          |
| 2012                                  | Mondiali juniores                 | Barcellona | 5000 m piani | dns       | dns         |                                          |
| 2013                                  | Europei juniores                  | Rieti      | 3000 m piani | Oro       | 9'12"53     | Miglior prestazione personale stagionale |
| 2014                                  | Europei                           | Zurigo     | 5000 m piani | 9ª        | 15'42"98    |                                          |
| 2015                                  | Europei indoor                    | Praga      | 3000 m piani | 12ª       | 9'06"79     |                                          |
| In rappresentanza dell' Inghilterra   |                                   |            |              |           |             |                                          |
| 2011                                  | Giochi del Commonwealth giovanili | Douglas    | 3000 m piani | Oro       | 9'14"08     |                                          |
| 2014                                  | Giochi del Commonwealth           | Glasgow    | 5000 m piani | 8ª        | 15'40"03    |                                          |

## Altre competizioni internazionali
2009
- Oro alle Gymnasiadi ( Doha), 3000 m piani - 9'49"16